# Herédi Attila
Herédi Attila (Jánoshalma, 1959. január 2. –) válogatott labdarúgó, hátvéd. 1987-ben az év labdarúgója volt.

## Pályafutása

### Klubcsapatban
1972-ben az Újpesti Dózsa csapatában kezdte a labdarúgást. Az élvonalban 1979-ben mutatkozott be, majd egy évre a Ganz-Mávag csapatában szerepelt kölcsönben. 1979 és 1990 között 221 bajnoki mérkőzésen szerepelt és 20 gólt szerzett. Az Újpesttel egyszeres magyar bajnok és háromszoros magyar kupagyőztes volt. 1990-ben a finn Valkeakosken Haka csapatában folytatta pályafutását.

### A válogatottban
1985 és 1988 között 5 alkalommal szerepelt a válogatottban.

## Sikerei, díjai
- Magyar bajnokság
  - bajnok: 1989–90
  - 2.: 1986–87
  - 3.: 1987–88
- Magyar kupa
  - győztes: 1982, 1983, 1987
- Kupagyőztesek Európa-kupája (KEK)
  - negyeddöntős: 1983–84
- Finn bajnokság
  - 3.: 1990–91

- Az év labdarúgója: 1987

## Statisztika

### Mérkőzései a válogatottban
| Magyarország | Magyarország         | Magyarország                 | Magyarország     | Magyarország | Magyarország | Magyarország | Magyarország | Magyarország |
| #            | Dátum                | Helyszín                     | Hazai            | Eredmény     | Vendég       | Kiírás       | Gólok        | Esemény      |
| ------------ | -------------------- | ---------------------------- | ---------------- | ------------ | ------------ | ------------ | ------------ | ------------ |
| 1.           | 1985. december 9.    | Irapuato (MEX)               | Magyarország     | 1 – 0        | Dél-Korea    | barátságos   | -            | 61'          |
| 2.           | 1986. február 1.     | Doha, el-Kabir-stadion (QAT) | Ázsia-válogatott | 0 – 2        | Magyarország | barátságos   | -            | 60'          |
| 3.           | 1987. szeptember 23. | Varsó, Legia-stadion         | Lengyelország    | 3 – 2        | Magyarország | Eb-selejtező | -            |              |
| 4.           | 1987. október 14.    | Budapest, Népstadion         | Magyarország     | 3 – 0        | Görögország  | Eb-selejtező | -            |              |
| 5.           | 1988. március 16.    | Budapest, Népstadion         | Magyarország     | 1 – 0        | Törökország  | barátságos   | -            |              |
|              | Összesen             |                              |                  | 5            | mérkőzés     |              | 0            | gól          |